# نیل پترسون
نیل پترسون (انگلیسی: Neil Paterson؛ ۳۱ دسامبر ۱۹۱۶ – ۱۹ آوریل ۱۹۹۵) بازیکن فوتبال، فیلم‌نامه‌نویس و نویسنده اهل بریتانیا بود.
وی در سال ۱۹۵۹ میلادی، بابت نگارش فیلم‌نامهٔ فرصتی برای پیشرفت، برندهٔ جایزه اسکار بهترین فیلم‌نامه اقتباسی شد.